# Theodus Crane
Pour les articles homonymes, voir Crane.
 (février 2024).
La mise en forme du texte ne suit pas les recommandations de Wikipédia : il faut le « wikifier ».
Les points d'amélioration suivants sont les cas les plus fréquents. Le détail des points à revoir est peut-être précisé sur la page de discussion.
- Les titres sont pré-formatés par le logiciel. Ils ne sont ni en capitales, ni en gras.
- Le texte ne doit pas être écrit en capitales (les noms de famille non plus), ni en gras, ni en italique, ni en « petit »…
- Le gras n'est utilisé que pour surligner le titre de l'article dans l'introduction, une seule fois.
- L'italique est rarement utilisé : mots en langue étrangère, titres d'œuvres, noms de bateaux, etc.
- Les citations ne sont pas en italique mais en corps de texte normal. Elles sont entourées par des guillemets français : « et ».
- Les listes à puces sont à éviter, des paragraphes rédigés étant largement préférés. Les tableaux sont à réserver à la présentation de données structurées (résultats, etc.).
- Les appels de note de bas de page (petits chiffres en exposant, introduits par l'outil «  Source ») sont à placer entre la fin de phrase et le point final[comme ça].
- Les liens internes (vers d'autres articles de Wikipédia) sont à choisir avec parcimonie. Créez des liens vers des articles approfondissant le sujet. Les termes génériques sans rapport avec le sujet sont à éviter, ainsi que les répétitions de liens vers un même terme.
- Les liens externes sont à placer uniquement dans une section « Liens externes », à la fin de l'article. Ces liens sont à choisir avec parcimonie suivant les règles définies. Si un lien sert de source à l'article, son insertion dans le texte est à faire par les notes de bas de page.
- La présentation des références doit suivre les conventions bibliographiques. Il est recommandé d'utiliser les modèles {{Ouvrage}}, {{Chapitre}}, {{Article}}, {{Lien web}} et/ou {{Bibliographie}}. Le mode d'édition visuel peut mettre en forme automatiquement les références.
- Insérer une infobox (cadre d'informations à droite) n'est pas obligatoire pour parachever la mise en page.

Pour une aide détaillée, merci de consulter Aide:Wikification.
Si vous pensez que ces points ont été résolus, vous pouvez retirer ce bandeau et améliorer la mise en forme d'un autre article.
Theodus Crane (né le 18 juin 1979) est un combattant et acteur américain, surtout connu pour ses rôles dans The Walking Dead et Underground.

## Carrière

### Cinéma
Crane a joué un certain nombre de seconds rôles au cinéma et à la télévision. Ses rôles les plus remarquables sont Big Tiny dans The Walking Dead,, et Zeke dans Underground,,.

### Arts martiaux
Crane est formé au judo, au kickboxing, à la boxe, aux arts martiaux philippins et au sanda. Il est deux fois champion du monde amateur de la Ligue mondiale de Sanda.

## Filmographie

### Films
| Année | Film                                   | Rôle                      | Remarques     |
| ----- | -------------------------------------- | ------------------------- | ------------- |
| 2011  | Dark Blue                              | Terrance                  |               |
| 2012  | Rook                                   | Sweet Leon                |               |
| 2013  | Starving Games                         | Cleaver Williams          |               |
| 2013  | Un dernier tour pour Noël              | Lonnie                    |               |
| 2014  | Catch of the Day                       | Mavis Bayle               |               |
| 2014  | Barefoot                               | Bouncer                   |               |
| 2014  | L'Instinct de tuer                     | Goose                     |               |
| 2014  | RTTS (Random Time Traveler's Syndrome) | Davey                     | Court métrage |
| 2014  | Serial Killer Groupie                  | Thurston Dixon            | Court métrage |
| 2015  | Street Level                           | Fatman                    |               |
| 2016  | Anthrax : ailes d'aigle de sang        | Tourmenteur - Le Faucheur |               |
| 2016  | Here Comes Rusty                       | Ron                       |               |
| 2017  | Ces différences qui nous rapprochent   | Tiny                      |               |
| 2021  | Black as Night                         | Bald Guy                  |               |
| 2023  | Cinq nuits chez Freddy                 | Jeremiah                  |               |

### Télévision
| Année | Émission de télévision | Rôle      | Remarques                           |
| ----- | ---------------------- | --------- | ----------------------------------- |
| 2012  | Breakout Kings         | Jogo      | Saison 2, Épisode 3 "L'appât"       |
| 2012  | The Walking Dead       | Big Tiny  | 2 épisodes                          |
| 2014  | Wild Card              | Umi       | Pilote                              |
| 2015  | Kill Em All LA         | DJ        | Saison 1, Épisode 3                 |
| 2015  | Less Is More           | Le videur | Mini-série télévisée                |
| 2016  | Underground            | Zeke      | 5 épisodes                          |
| 2019  | Cloak & Dagger         | Bo        | Saison 2, Épisode 7 "La forteresse" |